# Jayda G
Jayda G, de son vrai nom Jayda Guy, est une musicienne et DJ canadienne de house. Elle a été nommée à la 63e cérémonie des Grammy Awards dans la catégorie du meilleur morceau Dance pour sa chanson Both of Us.

## Biographie

### Jeunesse et formation
Jayda G grandit à Grand Forks, en Colombie-Britannique au Canada, ville de 4 000 habitants à la frontière avec les États-Unis. Elle s'initie à la musique par le piano et le violon dès ses 5 ans. Sa culture se fait par la collection de disques de son père en soul, R&B, funk et blues. Sa mère lui fait découvrir le jazz, sa sœur le disco et son frère, travaillant lui-même dans l'industrie musicale, à des artistes tels TLC ou D'Angelo.  De son côté, elle s'intéresse à la musique via Napster, découvrant notamment les catalogues de Jimi Hendrix puis d'artistes de house des années 80. 
Elle étudie la biologie, en travaillant pour l'aquarium de Vancouver, avant de s'installer pleinement dans la ville en 2013 pour son master en gestion des ressources et de l'environnement, avec une spécialisation en toxicologie environnementale. C'est à ce moment qu'elle se lance dans le DJing dans des établissements de Vancouver. Alors un simple passe-temps, elle développe un réseau dans la scène artistique locale et subséquemment, ses sets se sont faits plus fréquents.

### Carrière musicale
Elle s'engage plus sérieusement dans sa carrière de DJ en déménageant à Berlin en 2016. Cette même année, elle sort son premier projet solo, Jaydaisms, sur un label indépendant qu'elle crée avec Fett Burger. Elle réalise par ailleurs un set assez remarqué pour Boiler Room.
Elle sort son premier album Significant Changes début 2019 sur Ninja Tune. L'album se fait remarquer pour son mélange original de sons clubs avec des thématiques environnementales. Cette approche commence alors à se retrouver fréquemment dans sa carrière, thématique qu'elle maintient par la suite,. Au-delà de la musique notamment, elle garde un lien avec la communauté scientifique en lançant la série des JMG Talks, entretiens qu'elle réalise avec des scientifiques pendant sa résidence au Phonox de Londres en 2019. Elle s'installe par ailleurs dans cette ville après la sortie de l'album.
Sa carrière prend une accélération lorsqu'elle sort l'EP Both of Us / Are You Down en juillet 2020,. Ce titre est nommé pour le Grammy Award du meilleur morceau Dance en novembre 2020.
Elle sort un deuxième album en 2023, Guy. L'album se veut un hommage à son père, décédé quand elle avait dix ans. Ce dernier, avait filmé dans les mois précédant sa mort des instants de vie de famille. Dans l'idée d'essayer de se rapprocher et comprendre son père, Jayda G articule l'album autour d'extraits de ces enregistrements,. Musicalement, l'album est décrit comme empruntant au style disco, house, soul et R&B de l'artiste dans une approche plus pop que précédemment.